# Mundus Cereris
El mundus Cereris (de mundus en latín, que significa: "mundo", "universo", "tierra", pero también "limpio", "purificado" y Cereris: de Ceres), Caereris mundus o, literalmente en español, el mundo de Ceres, también, simplemente, mundus, era un pozo o boca hacia el mundo subterránea en Roma que, según la tradición, había cavado y sellado ritualmente Rómulo como parte de la fundación de Roma en el centro, en el cruce de los ejes decumano y cardo. Plutarco lo comparaba con los pozos cavados por los colonos etruscos, que contenían tierra traída de su ciudad madre, y que era utilizada para dedicar los primeros frutos de la cosecha.
Estaba considerado un lugar sagrado en la religión romana, y aunque su localización es dudosa, debería estar dentro del pomerium, límite ritual de la ciudad de Roma, probablemente en el Palatino.
Este pozo tenía una forma circular que parecía recordar la forma simbólica de un útero invertido, hundido en la tierra. El jurista Catón entendió la forma del mundus como un reflejo o inversión de la bóveda celeste. Estaba sellado con una losa de piedra conocida como lapis manalis. Solo se destapaba tres veces al año: el 24 de agosto, 5 de octubre y 8 de noviembre, cuando se inauguraba con el anuncio oficial del mundus patet ("el mundus está abierto"), y se abría a los espíritus de los muertos y se hacían ofrendas a deidades agrícolas o del inframundo, incluida Ceres como diosa de la tierra fértil y guardiana de los portales del inframundo. 
El rito tenía un carácter eminentemente purificador y, por tanto, preparatorio de los acontecimientos sagrados que vendrían posteriormente. Tenía un carácter iniciático, ya que la purificación es la operación sagrada que antecede inmediata y necesariamente al comienzo de una nueva vida individual o colectiva, además de ser un rito ctónico con valores también agrícolas. Su apertura ofrecía a los espíritus de los muertos un permiso temporal desde el inframundo para vagar legalmente entre los vivos, en lo que Warde Fowler describe como "vacaciones, por así decirlo, para los fantasmas".
Los días en los que el mundus estaba abierto eran de las pocas ocasiones en que los romanos (mundo de los vivos) establecían contacto, de forma oficial, con los espíritus colectivos de los muertos, los Di Manes (los otros son los de las Parentalia y las Lemuralia). Esta función secundaria o tardía del mundus no está atestiguada antes de la República Tardía, a través de Varrón.
En el calendario romano más antiguo conocido, los días del mundus están marcados como C(omitiales) (días en que se reunían los Comitia). Autores posteriores los marcan como dies religiosus porque los secretos de los Manes salían 'a la luz' y por ello, se prohibía cualquier actividad oficial pero tampoco las bodas). Eruditos modernos tratan de buscar una explicación en la posterior introducción y acomodación de elementos griegos, injertados en los ritos originales del mundus. Los ritos del 24 de agosto se realizaban entre las fiestas agrícolas de las Consualia y las Opiconsivia; los del 5 de octubre seguían al Ieiunium Cereris, y los del 8 de noviembre tenían lugar durante los Juegos Plebeyos. En conjunto, los diversos días del mundus sugieren ritos a Ceres como la deidad guardiana de la semilla de siembra en el establecimiento de ciudades, y en su función como guardiana de la vida futura, que fue cogobernada durante los meses de invierno por su hija Proserpina, reina-compañera de Dis.
Warde Fowler especula que el mundus sería el primer almacén (penus) de semillas de grano de Roma, convirtiéndose más tarde en el penus simbólico del estado romano.
A menudo se ha destacado la analogía del ritual con el de la fiesta de Halloween, pero también con el hoyo cavado por Ulises a la entrada del Hades, en el libro XI de la Odisea.